# Maria Goeppert-Mayer
Maria Goeppert-Mayer (Katowice, Poljska, 28. lipnja 1906. – San Diego, Kalifornija, SAD, 20. veljače 1972.), američka fizičarka njemačkoga podrijetla. Diplomirala i doktorirala (1930.) na Sveučilištu u Göttingenu. Radila u laboratorijima u Baltimoreu, New Yorku, Chicagu, San Diegu. U Projektu Manhattan radila je na razdvajanju izotopa. Razvila je matematički model slojevite strukture ljusaka u atomskoj jezgri te uvjete stabilnosti jezgre prema broju nukleona (1950.). Objasnila je zašto su jezgre koje sadrže određeni magični broj (2, 8, 20, 28, 50, 82, 126) nukleona iznimno stabilne. Pridonijela je razvoju kvantne elektrodinamike i spektroskopije. Bila je članica Nacionalne akademije znanosti SAD-a (od 1956.). Za otkriće nuklearne ljuskaste strukture s H. D. Jensenom i E. P. Wignerom podijelila Nobelovu nagradu za fiziku 1963. Po njoj je nazvan krater na Veneri (Goeppert-Mayer (krater)). Druga je žena koja je primila Nobelovu nagradu, nakon Marie Curie.
Diplomirala je na Sveučilištu u Göttingenu, a pisala je doktorsku disertaciju na temu moguće dvofotonske apsorpcije na atomu. Razvojem lasera omogućena je provjera valjanosti njene teze. Jedinica za presjek dvofotonske apsorpcije nazvana je Goeppert Mayer (GM). Udala se za kemičara Josepha Edwarda Mayera i 1930. emigrirala u SAD.

## Model ljusaka
Model ljusaka opisuje jezgru atoma kao da je izgrađena od međusobno neovisnih ljusaka protona i neutrona djelomično analognih ljuskama koje opisuju raspored elektrona u atomu. Razvila ga je M. Goeppert-Mayer (1949.). Stabilnost jezgre ovisi o broju nukleona, a najstabilnije su jezgre punih ljusaka koje imaju magični broj protona i neutrona. One su i sferno simetrične. Nuklearna deformacija u modelu ljusaka je odstupanje jezgre od sferične ili osne simetrije; povezana je s kolektivnim gibanjima nukleona. Ona dovodi do pobuđenja valentnih nukleona, ali i do dinamičkih deformacija (vibracija) te statičkih deformacija (rotacija). Za razvoj modela deformiranih jezgri zaslužni su G. Alaga te A. N. Bohr, B. R. Mottelson i J. Rainwater.

### Magični broj
Magični broj je broj nukleona (protona i neutrona) u atomskoj jezgri koji atomsku jezgru čini vrlo stabilnom: 2, 8, 20, 28, 50, 82 i 126. Uklanjanje ili pobuđivanje nukleona iz takvih atomskih jezgara zahtijeva više energije nego uklanjanje ili pobuđivanje nukleona iz jezgara koje nemaju magični broj nukleona. Teorijsko objašnjenje stabilnosti dala je M. Goeppert-Mayer (1950.) u modelu nuklearne ljuskaste strukture. Prema tomu modelu ljuske atomskih jezgara koje sadrže magični broj nukleona popunjene su i zato iznimno stabilne (kao što su prema Paulijevu načelu popunjene i stabilne elektronske orbitale atoma plemenitih plinova).
Dvostruko su magične i još stabilnije jezgre kojima su brojevi i protona i neutrona magični, na primjer helij 2He4, kisik 8O16, dva izotopa kalcija 20Ca40 i 20Ca48, dva izotopa nikla 28Ni48 i 28Ni78, olovo 82Pb208.
Smatra se da je za izduženi oblik velike atomske jezgre magični broj protona 108, a magični broj neutrona 162 i da je jezgra izotopa transuranijskoga kemijskog elementa hasija 108Hs270 dvostruko magična. Njezino je vrijeme poluraspada 10 sekundi.